# آدم فرانك
آدم فرانك (بالإنجليزية: Adam Frank)‏ (ولد 1 أغسطس 1962) فيزيائي، فلكي وكاتب أمريكي. تركزت دراساته وأبحاثه على الفيزياء الفلكية الحاسوبية مع التركيز على تكوين النجوم والمراحل المتأخرة من تطور النجوم، بدأ موخرا بدراسة الأجواء الخارجية للمجموعة الشمسية وعلوم الأحياء الفضائية التي تهتم بدراسة الاستجابة العامة للكواكب لتطور الحضارات التي تعتمد على كثافة الطاقة (الحضارات الخارجية).
تركزت كتاباته الشعبية على قضايا العلوم في سياقها الثقافي مثل:
- قضايا المناخ والمستقبل البشري والتكنولوجيا والتطور الثقافي.
- طبيعة العقل والخبرة.
- العلم والدين.

فرانك هو أحد مؤسسي برنامج الكون 13.7 على الإذاعة الوطنية العامة وضيف دائم لعمود كل الأشياء محسوبة ومساهم نشط في صحيفة نيويورك تايمز.

## السيرة الذاتية

### الحياة والوظيفة
ولد فرانك في 1 أغسطس 1962 في بيلفيل، نيو جيرسي. التحق بجامعة كولورادو للدراسة ثم العمل لكنه حصل على درجة الدكتوراه من جامعة واشنطن. شغل العديد من المناصب بعد حصوله على درجة الدكتوراه في العديد من الجامعات كجامعة لايدن في هولندا وجامعة منيسوتا. في عام 1995، حصل فرانك على منحة هابل. بينما في عام 1996، التحق بجامعة روتشستر، حيث يعمل حالياً أستاذا للفيزياء الفلكية.
ركز فرانك أبحاثه على ديناميكيات السوائل الفيزيائية الفلكية. طورت مجموعته البحثية رمز التنقيح الخاص بشبكة "AstroBEAR" القابلة للتكيف والمستخدم لمحاكاة تدفق ديناميكيات السوائل المغنطيسية في السياقات الفيزيائية الفلكية.

### الكتابة الشعبية
كان أول كتاب فرانك هو كتاب «النار الثابتة: ما وراء مواجهة العلم والدين»، نُشر عام 2009. ناقش العلاقة بين الدين والعلم.
في عام 2010، شارك فرانك في تأسيس منظمة كون 13.7 ومدونة الثقافة بالتعاون مع مارسيلو غلايزر. في عام 2018، انتقلت مدونة فرانك وجليزر إلى مجلة أوربيتر باسم جديد هو «13.8: العلم والثقافة والمعنى». كتب فرانك أيضًا لمجلة ديسكفر. ظهرت أعماله في عام 2009 فئة أفضل كتابات العلوم والطبيعة وفي عام 2009 كأفضل كتاب بوذي.
نشر فرانك كتابه الثاني في خريف عام 2011 تحت عنوان «عن الزمن: علم الكونيات والثقافة عند شفق الانفجار الكبير» يوضح تطور فكرة الإنسان عن علم الكون والفكرة الثقافية للوقت.
كتب فرانك مقالاً بعنوان «نعم، كان هناك أجانب»، اعتمد فيه على ملاحظاته الفلكية، التي تؤكد على أن «تريليونات من الحضارات ما زالت ستظهر على مدار التاريخ الكوني».
كتب فرانك كتاباً علمياً جامعياً بعنوان «علم الفلك في مسرحية الكون» تم نشره في سبتمبر 2016.

## الجوائز والتقدير
- عام 2009، جائزة أفضل كتاب أمريكي عن العلوم والطبيعة.[18]
- عام 1999، جائزة الجمعية الأمريكية للفيزياء الشمسية قسم الفيزياء الشمسية لأفضل كتاب شعبي.[19]
- حصل على منحة NSF CAREER في الفترة ما بين عام 1997-2002.[20]
- عام 1995، زمالة هابل.[8]

## منشورات مختارة
- النار الثابتة: ما وراء مواجهة العلم والدين.
- نهاية البداية: ثقافة الكون والوقت في شفق الانفجار الكبير.
- نور النجوم: عوالم أجنبية ومصير الأرض.

## وصلات خارجية
- الموقع الرسمي
- جامعة روتشستر صفحة قسم الفيزياء والفلك
- الموقع الرسمي لكود أستروبير
- مدونة إن بي أر